# Bioscoop Vreeburg
De Bioscoop Vreeburg was een bioscoop in de Nederlandse stad Utrecht. Hij werd ook wel Bioscoop-Salon Vreeburg of Salon Bresser genoemd.
R. Bresser opende hem in 1908 als kleine bioscoop in een bestaand pand aan het Vredenburg 8. Al een jaar eerder werden daar in het Venduhuis filmvoorstellingen gegeven. In de beginjaren trad Louis Hartlooper aan als explicateur. De bioscoop is in 1912 vergroot en hij had dat decennium als niche in het Utrechtse dat er met regelmaat kinderfilms op het programma stonden. In samenwerking met de De Nederlandsche Filmliga draaiden er vanaf 1927 onder meer avant-gardefilms. Vanaf 1932 konden er geluidsfilms worden vertoond na een verbouwingsplan van Gerrit Rietveld, een bekend architect die tevens deel uitmaakte van de Filmliga.
In 1936 is de bioscoop vernieuwd, wederom naar de hand van Rietveld. Zijn ontwerp volgens het nieuwe bouwen bevatte niet alleen een bioscoopzaal met balkon en opmerkelijke voorgevel maar ook onder andere een woonruimte op de bovenste etage voor hem en zijn gezin. Verder betrokken in het project was de ontwerpster Truus Schröder-Schräder, Rietvelds muze voor wie hij eerder het Rietveld Schröderhuis ontwierp. 
De Bioscoop Vreeburg telde in 1974 652 zitplaatsen en sloot dat jaar zijn deuren. De bioscoop is nadien verbouwd en kreeg een winkelbestemming.